# フォルジュ＝レ＝ゾー
フォルジュ＝レ＝ゾー （Forges-les-Eaux）は、フランス、ノルマンディー地域圏、セーヌ＝マリティーム県のコミューン。カジノがあることで知られる。
2016年1月1日、隣接するコミューンのル・フォセとフォルジュ＝レ＝ゾーが合併し、コミューン・ヌーヴェル（fr。地方自治体改革の2010年12月16日施行の2010-1563法第21条による、合併によって新設されたコミューン）となった。

## 地理
コミューンをアンデル川が横切る。また、この川が流れ込むいくつかの湖がある。町の北東部にはエピネーの森があり、地元住民にいくつかの場所が知られる（特にシェヴレット水源は町に存在する4か所の水源の一つである）。犬ぞり競技会が毎年開催される舞台があり、1990年以来続く素晴らしく有名なウマ祭がある。
セルクーに近い、中心部から北側では、パリからロンドンを結ぶ自転車ルートで、鉄道の古い路線上をたどるアヴェニュー・ヴェルト（fr）が始まる。

## 由来
それまで湯治場として足りなかった部分を、20世紀初頭に水の評判が提供するまでは、19世紀に土地の名称がフォルジュ＝アン＝ブレ（Forges-en-Bray）であったことが証明されている。
フォルジュとはラテン語のFăbrĭca（職人の工房）であり、『小さな工場』を意味するfabriqueという言葉の起源である。

## 歴史
2016年1月1日、コミューン・ヌーヴェルの法制下で、ル・フォセ（面積10.11㎢）、フォルジュ＝レ＝ゾー（面積5.22㎢）が合併した。全体として4255人の住民があり、合併後はフォルジュ＝レ＝ゾーの地名を継承した。

## 参照
1. ↑  Arrêté du 5 octobre 2015 portant création de la commune nouvelle de Forges-les-Eaux », Recueil des actes administratifs de la préfecture de la Seine-Maritime, no 109, 15 octobre 2015, p. 30-31
2. ↑  Christian Guerrin - Les compléments toponymiques dans les noms de communes de Seine-Maritime [article] Nouvelle revue d'onomastique Année 2000 - page 318.